# Palazzo Gàbrici-Craigher
Il Palazzo Gàbrici-Craigher risale al 1786, data del suo ultimo restauro significativo, ma la villa ha un'origine più antica: ne fanno testimonianza alcuni resti murari risalente ad epoca medievale e rinascimentale. Ai primi del XX secolo l'edificio è stato acquistato dall'impresario Cesare Costantini e tutt'ora appartiene alla famiglia.

## Storia
Verso la fine del XIX secolo il Palazzo, grazie alla baronessa  Olga Craigher, donna di grande cultura e consorte dell'imprenditore cividalese Lorenzo Gàbrici, ospitò salotti letterari e musicali, ai quali partecipavano l'avvocato Carlo Podrecca, padre di Vittorio e nonno di Orio Vergani, la concertista e musicologa Ella von Schultz Torma, meglio nota con lo pseudonimo di Adajewsky.
Il Palazzo era, inoltre, una tappa obbligatoria per il conte Alvise Zorzi, direttore del Museo Archeologico, e per il linguista Michele Leicht accompagnato dal figlio Pier Silverio, che nel 1897 sposò Amèlie Gàbrici, figlia di Lorenzo e Olga.

## Descrizione

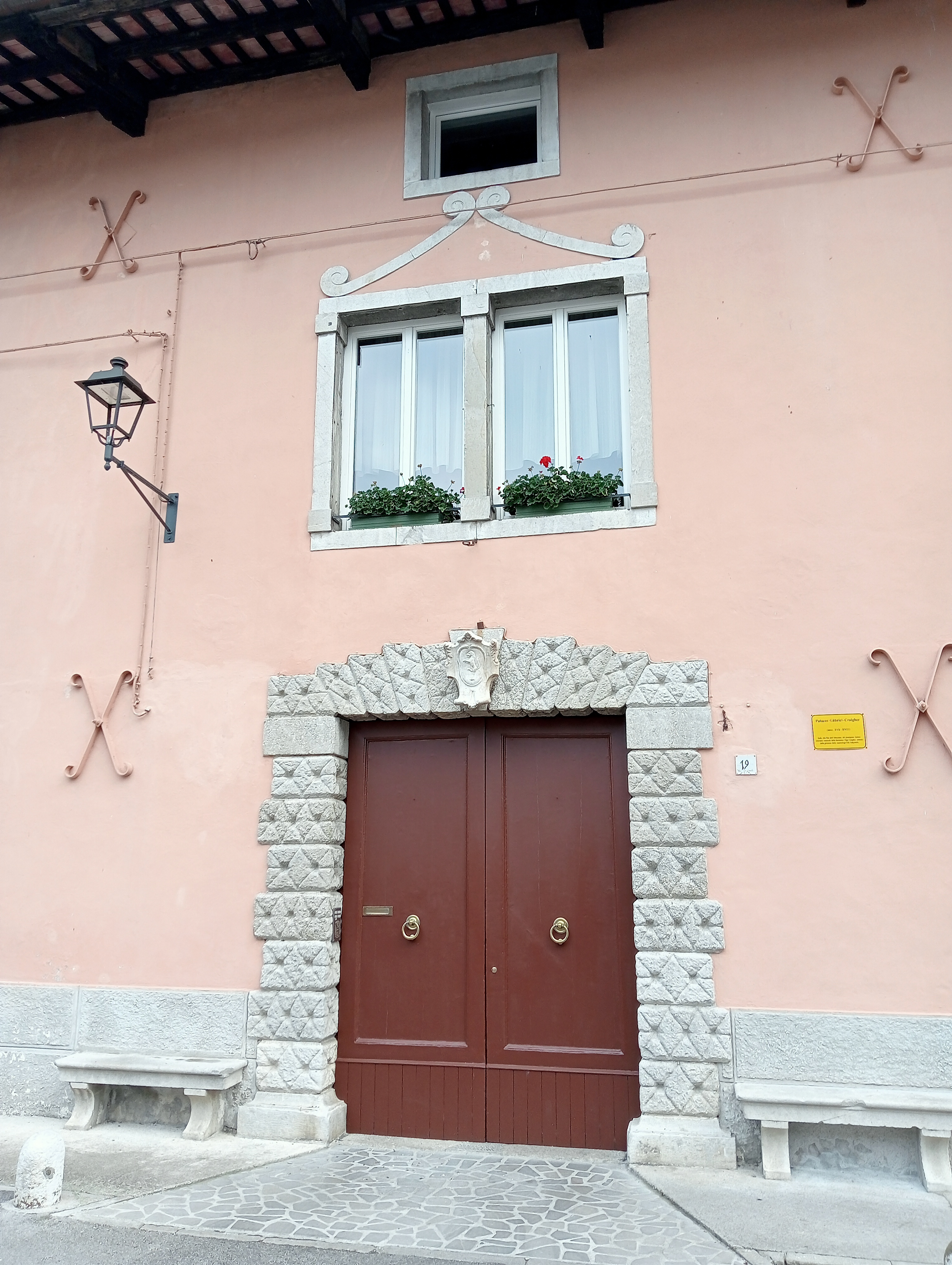
Portone d'ingresso al Palazzo

Al primo piano si possono vedere i due salotti, uno grande ed uno piccolo, mentre a piano terra è presente un ampio giardino e sono visibili le antiche mura. Nel giardino si trova anche un busto dell'imperatore Francesco Giuseppe I d'Austria, a testimoniare le simpatie filo-asburgihe della famiglia.
Nel grande salone fanno bella mostra, oltre a mobili del Settecento, dell'Ottocento e del Novecento, numerosi quadri, sculture e varie suppellettili; sono presenti anche due pianoforti ottocenteschi di origine viennese. Nel salotto più piccolo sono presenti opere di molti pittori friulani contemporanei: Giacomo Bront, Guido Tavagnacco, Colò, Altieri, Coceani, Ariccò, Giorgio Celiberti.